# Regierungsbezirk Chemnitz
| Oversigtskort                       |                  |
| Regierungsbezirk Chemnitz           |                  |
| Statistik                           |                  |
| Delstat:                            | Sachsen          |
| Hovedstad:                          | Chemnitz         |
| Areal:                              | 6,096.90 km²     |
| Indbyggere:                         | 1,602,921 (2001) |
| Befolkningstæthed:                  | 263 pr. km²      |
| Kort                                |                  |
| Regierungsbezirk Chemnitz i Sachsen |                  |

Chemnitz er en af de tre regierungsbezirke i den tyske delstat Sachsen, som ligger i den syd-vestlige del af delstaten.
| Landkreise | Kreisfri byer                    |
| 1. Annaberg 2. Aue-Schwarzenberg 3. Chemnitzer Land 4. Freiberg 5. Mittlerer Erzgebirgskreis 6. Mittweida 7. Stollberg 8. Vogtlandkreis 9. Zwickauer Land | 1. Chemnitz 2. Plauen 3. Zwickau |

50°45′N 12°50′Ø / 50.75°N 12.83°Ø
|  | Infoboks uden skabelon Denne artikel har en infoboks dannet af en tabel eller tilsvarende. |